# Zarza de Tajo
Zarza de Tajo – gmina w Hiszpanii, w prowincji Cuenca, w Kastylii-La Mancha, o powierzchni 45,93 km². W 2011 roku gmina liczyła 327 mieszkańców.